# Wyoming County (Pennsylvania)
Wyoming County ist ein County im Bundesstaat Pennsylvania der Vereinigten Staaten. Bei der Volkszählung im Jahr 2020 hatte das County 26.069 Einwohner und eine Bevölkerungsdichte von 25 Einwohnern pro Quadratkilometer. Der Verwaltungssitz (County Seat) ist Tunkhannock.

## Geschichte
Das County wurde am 4. April 1842 aus dem nördlichen Gebiet des Luzerne County gebildet.

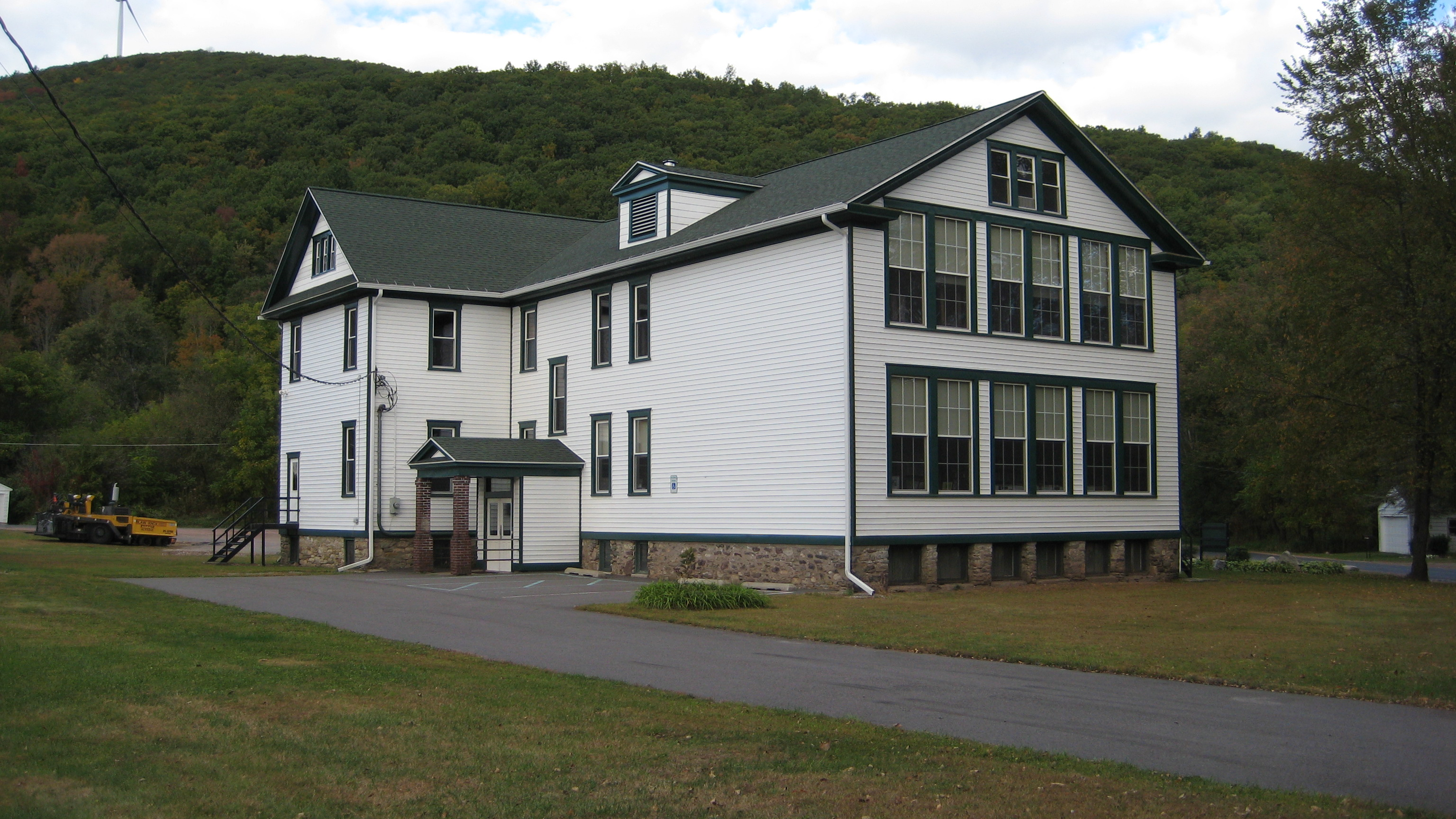
Die Noxen School ist einer von fünf Einträgen des Countys im NRHP.

Fünf Bauwerke und Stätten des Countys sind im National Register of Historic Places (NRHP) eingetragen (Stand 25. Juli 2018).

## Geographie
Das County hat eine Fläche von 1048 Quadratkilometern, wovon 20 Quadratkilometer Wasserfläche sind.

## Bevölkerungsentwicklung

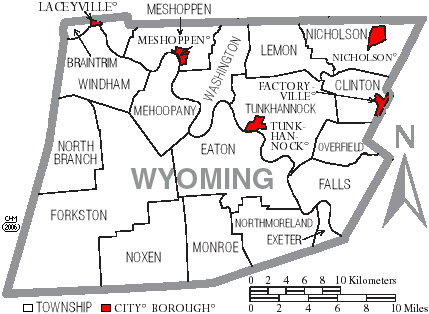
Karte des Wyoming Countys

## Städte und Ortschaften
- Braintrim Township
- Clinton Township
- Eaton Township
- Exeter Township
- Factoryville
- Falls Township
- Forkston Township
- Laceyville
- Lemon Township
- Mehoopany Township
- Meshoppen Township
- Meshoppen
- Monroe Township
- Nicholson Township
- Nicholson
- North Branch Township
- Northmoreland Township
- Noxen Township
- Overfield Township
- Tunkhannock Township
- Tunkhannock
- Washington Township
- Windham Township